# Sporting Clube de Portugal 1963-1964
Questa voce raccoglie le informazioni riguardanti lo Sporting Clube de Portugal nelle competizioni ufficiali della stagione 1963-1964.

## Stagione
Nella stagione 1963-1964 i Leões, allenati da Anselmo Fernández, terminarono il campionato al terzo posto. In Coppa di Portogallo, lo Sporting venne sconfitto al terzo turno dal Vitória Futebol Clube. In Coppa delle Coppe, i biancoverdi trionfarono in finale contro l'MTK Budapest. João Morais realizzò il gol della vittoria direttamente da calcio d'angolo, divenuto celebre come o cantinho de Morais. Lo Sporting vinse così il suo primo e unico titolo europeo, ma è altresì l'unica squadra lusitana ad aver trionfato in Coppa delle Coppe. Inoltre con la vittoria per 16-1 contro l'APOEL, i Leões stabilirono il proprio record di miglior vittoria europea, nonché il record del maggior numero dei gol segnati in una partita delle Coppe europee.

## Maglie e sponsor
|  | Casa |

## Rosa
| N. |                       | Ruolo | Calciatore           |
| -- | --------------------- | ----- | -------------------- |
| -  | Portogallo (bandiera) | P     | Joaquim Carvalho     |
| -  | Portogallo (bandiera) | P     | José Barroca         |
| -  | Portogallo (bandiera) | D     | Alexandre Baptista   |
| -  | Portogallo (bandiera) | D     | Pedro Gomes          |
| -  | Portogallo (bandiera) | D     | José Carlos          |
| -  | Portogallo (bandiera) | D     | João Morais          |
| -  | Portogallo (bandiera) | D     | Hilário da Conceição |
| -  | Portogallo (bandiera) | D     | Mário Lino           |
| -  | Portogallo (bandiera) | D     | Lúcio Soares         |
| -  | Portogallo (bandiera) | C     | Fernando Mendes      |
| -  | Portogallo (bandiera) | C     | Geo Carvalho         |

| N. |                       | Ruolo | Calciatore              |
| -- | --------------------- | ----- | ----------------------- |
| -  | Portogallo (bandiera) | C     | Mascarenhas             |
| -  | Brasile (bandiera)    | C     | Osvaldo Da Silva        |
| -  | Brasile (bandiera)    | C     | Augusto Martins         |
| -  | Portogallo (bandiera) | C     | David Júlio             |
| -  | Portogallo (bandiera) | C     | José Pérides            |
| -  | Portogallo (bandiera) | A     | Ernesto Figueiredo      |
| -  | Portogallo (bandiera) | A     | Fernando Ferreira Pinto |
| -  | Portogallo (bandiera) | A     | Louro                   |
| -  | Brasile (bandiera)    | A     | Durval Carvalho         |
| -  | Brasile (bandiera)    | A     | Bé Bocareli             |

## Risultati

### Taça de Portugal
| 22 settembre 1963 Primo turno – Andata                                                               | Alhandra  | 3 – 5 referto                                                  | Sporting Lisbona |  |
| \| \| \| \| \| ? ? \| Marcatori \| 21’, 31’ Mascarenhas 30’ L. Soares 41’ Figueiredo 67’ Baptista \| |           |                                                                |                  |  |
| |           |                                                                |                  |  |
| ? | Marcatori | 21’, 31’ Mascarenhas 30’ L. Soares 41’ Figueiredo 67’ Baptista |                  |  |

| Lisbona 29 settembre 1963 Primo turno – Ritorno                                       | Sporting Lisbona | 4 – 1 referto | Alhandra | Estádio José Alvalade |
| \| \| \| \| \| L. Soares 2’ Figueiredo 33’, 39’ Sousa 42’ (aut.) \| Marcatori \| ? \| |                  |               |          |                       |
|                                                                                       |                  |               |          |                       |
| L. Soares 2’ Figueiredo 33’, 39’ Sousa 42’ (aut.)                                     | Marcatori        | ?             |          |                       |

| 26 aprile 1964 Terzo turno – Andata                                    | Vitória Setúbal | 2 – 2 referto    | Sporting Lisbona |  |
| \| \| \| \| \| José Maria 11’, 75’ \| Marcatori \| 50’ Louro Durval \| |                 |                  |                  |  |
|                                                                        |                 |                  |                  |  |
| José Maria 11’, 75’                                                    | Marcatori       | 50’ Louro Durval |                  |  |

| Lisbona 10 maggio 1964 Terzo turno – Ritorno | Sporting Lisbona | 0 – 0 referto | Vitória Setúbal | Estádio José Alvalade |

| 20 maggio 1964 Terzo turno – Replay              | Vitória Setúbal | 1 – 0 referto | Sporting Lisbona |  |
| \| \| \| \| \| José Maria 16’ \| Marcatori \| \| |                 |               |                  |  |
|                                                  |                 |               |                  |  |
| José Maria 16’                                   | Marcatori       |               |                  |  |

### Coppa delle Coppe
| Arbitro: | Stoll |

|                              |           |  |
| Calvanese 74’ Domenghini 86’ | Marcatori |  |

| Arbitro: | Huber |

|                                      |           |                 |
| Figueiredo 5’ Mascarenhas 63’ Bé 76’ | Marcatori | 17’ Christensen |

| Arbitro: | Gómez Arribas |

|                                 |           |          |
| Mascarenhas 24’, 115’ Lúcio 98’ | Marcatori | 21’ Nova |

| Arbitro: | Finney |

| |           |             |
| Fernando 7’, 65’ Mascarenhas 5’, 20’, 27’, 57’, 84’, 88’ M. Lino 35’ Louro 36’ J. Pérides 48’ A. Martins 64’, 81’ Figueiredo 67’, 72’, 76’ | Marcatori | 24’ Andreou |

| Arbitro: | Zariquiegui Izco |

|  |           |                                |
|  | Marcatori | 37’ A. Martins 54’ Mascarenhas |

| Arbitro: | Martens |

|                                |           |              |
| Law 22’, 60’, 73’ Charlton 60’ | Marcatori | 65’ Da Silva |

| Arbitro: | Kitabdjian |

|                                             |           |  |
| Da Silva 3’, 12’, 54’ Géo 47’ J. Morais 52’ | Marcatori |  |

| Lione 8 aprile 1964 Semifinale – Andata | Olympique Lione | 0 – 0 referto | Sporting Lisbona | Stade de Gerland (28 053 spett.)\| Arbitro: \| Roomer \| |
| Arbitro:                                | Roomer          |               |                  |                                                          |

| Arbitro: | Tschenscher |

|         |           |            |
| Géo 48’ | Marcatori | 13’ Combin |

| Arbitro: | González Echeverría |

|              |           |  |
| Da Silva 64’ | Marcatori |  |

| Arbitro: | van Nuffel |

|                                     |           |                          |
| Mascarenhas 40’ Figueiredo 45’, 80’ | Marcatori | 19’, 75’ Sándor 73’ Kuti |

| Arbitro: | Versyp |

|               |           |  |
| J. Morais 20’ | Marcatori |  |

## Statistiche

### Statistiche di squadra
| Competizione      | Punti | Totale | Totale | Totale | Totale | Totale | Totale | DR  |
| Competizione      | Punti | G      | V      | N      | P      | Gf     | Gs     | DR  |
| ----------------- | ----- | ------ | ------ | ------ | ------ | ------ | ------ | --- |
| Primeira Divisão  | 34    | 26     | 13     | 8      | 5      | 49     | 26     | +23 |
| Taça de Portugal  | -     | 5      | 2      | 2      | 1      | 11     | 7      | +4  |
| Coppa delle Coppe | -     | 12     | 7      | 3      | 2      | 36     | 13     | +23 |
| Totale            | 34    | 43     | 22     | 13     | 8      | 96     | 46     | +50 |